# ダニエル・ゲラン
ダニエル・ゲラン（Daniel Guérin, 1904年5月19日 - 1988年5月14日）は、フランスの歴史家、反植民地主義者、同性愛者の権利擁護者、無政府主義の理論家、美術評論家、革命家。

## 生涯
ダニエル・ゲランは1930年代に政治活動を始める。反植民地主義運動に入り、労働者・農民階級の党の幹部として働いた。党の左派に所属し、そのころ親しくなったレフ・トロツキーと文通している。
1933年にナチス・ドイツ統治下のドイツに旅行し、そこで得た経験に基づいてファシズムと資本主義のつながりを明らかにしようとした「ファシズムと金融資本」（Fascisme et Grand Capital）を著した。
第二次世界大戦時から政治思想が正統派マルクス主義から左派リバタリアニズムに移行しつつあった。1959年から、マルクス主義、特に階級闘争と無政府共産主義を統合させようとし、その流れにより「リバタリアン・マルクス主義へ」(Pour un marxisme libertaire)と「リバタリアン共産主義へ」(Pour un communisme libertaire)を出版する。
フランスの植民地だったアルジェリアの解放運動を積極的に支持し、常に同性愛者の差別問題を労働運動に加えようとした。1971年に革命的無政府主義同盟(Organisation Révolutionnaire Anarchiste)に入り、1979年から1988年までリバタリアン共産主義の労働者同盟(Union des Travailleurs Communistes Libertaires)というオルターナティヴ・リバタリアンの旧組合に入っていた。
最晩年まで活動を続けた。

## 邦訳
- 『現代のアナキズム ― 甦える絶対自由の思想』江口幹訳, 三一書房, 1967
- 『人民戦線 ― 革命の破産』海原峻訳, 現代思潮社, 1968
- 『現代アナキズムの論理 ― 思想と現状』江口幹訳, 三一書房, 1969
- 『エロスの革命』江口幹訳, 太平出版社, 1969
- 『褐色のペスト ― ドイツ・ファシズム＝ルポルタージュ』栖原弥生訳, 河出書房新社, 1972

- 『神もなく主人もなく ― アナキズム・アンソロジー』江口幹訳, 河出書房新社, 1973
- 『革命的自然発生 ― ゲランのローザ論』村上公敏訳, 風媒社, 1976

その他
- ポール・ゴーギャン著『オヴィリ ― 一野蛮人の記録』(岡谷公二訳, みすず書房, 1980) の原著編集（ゴーギャンが書き残した自伝、回想、エッセイ、論文、紀行、書簡などを編集）